# Ichchapuram
Ichchapuram  fou un antic territori del tipus zamindari, formant un tahsil dins el districte de Ganjam, a Orissa, Índia, amb una superfície de 777 km² i una població el 1901 de 83.500 habitants en 266 pobles. La capital era Ichhapur (Ciutat del Desig), fora del tahsil, a la taluka veïna de Berhampur amb una població el 1901 de 9.975 habitants. Els principals rages zamindars del tahsil eren els de Chitaki, situat a la zona del riu Bahuda; els de Surangi i Jarada eren principalment zona de jungla. Inicialment Ichchapur fou seu d'un governador musulmà d'un dels districtes del sarkar de Chicacole i després capital d'un districte britànic.
Vegeu Ichapur